# Luis de Narváez

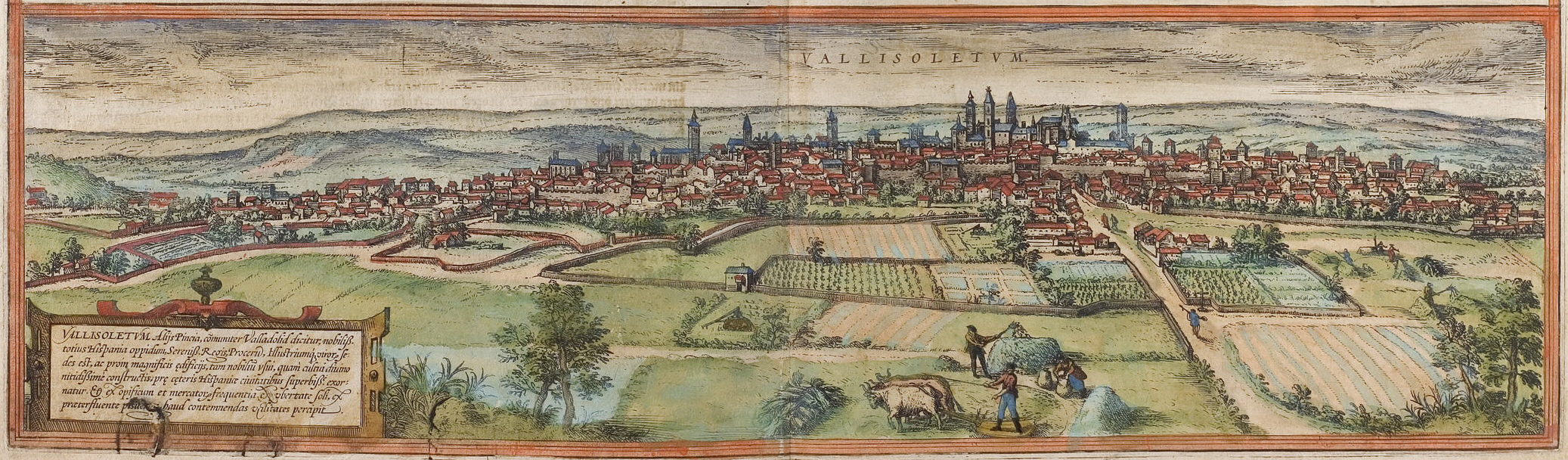
Pintura del segle XVI de Valladolid, ciutat on Narváez va viure i va treballar durant més de dues dècades

Luis de Narváez (fl. 1526-1549) va ser un compositor i violista espanyol. Molt reputat durant la seva vida, Narváez és principalment recordat avui dia per Los seys libros del delphín, una col·lecció de música polifònica per a viola de mà que inclou els conjunts de variacions més antics que es coneixen. També és conegut per ser el primer compositor per a viola de mà que va adaptar l'estil contemporani italià de música per a llaüt.

## Biografia

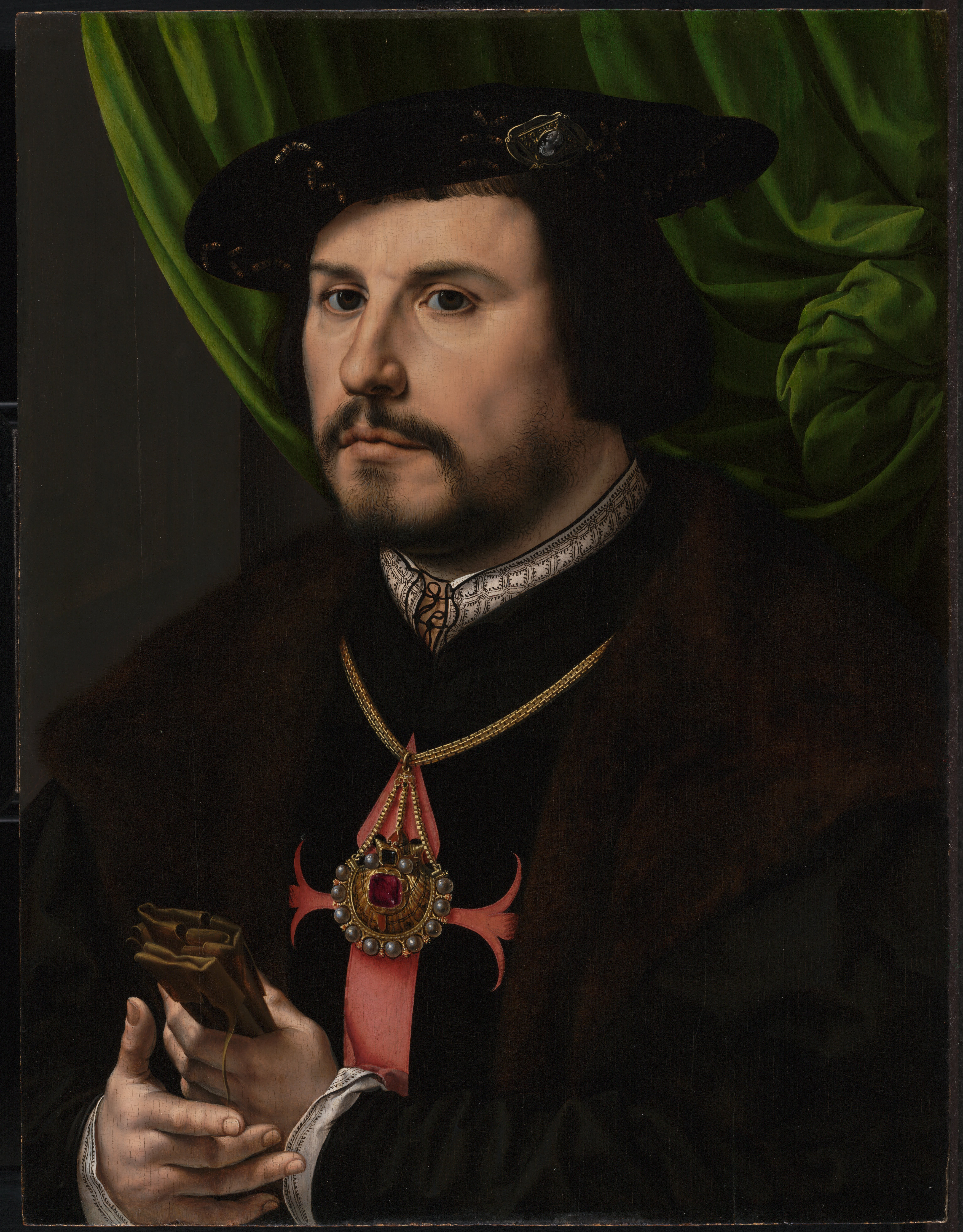
Francisco de los Cobos, el principal mecenes de Narváez, pintat per Jan Gossaert vers l'any 1530

Es desconeix la data exacta i fins i tot l'any del naixement de Narváez. Va nàixer a Granada i les referències més antigues que s'han conservat d'ell indiquen que almenys des de l'any 1526 era membre de la casa de Francisco de los Cobos y Molina, un conegut i reeixit mecenes de les arts que va ser secretari d'Estat de l'emperador Carles V i comendador de Castella. Narváez va viure a Valladolid amb el seu mecenes fins que aquest va morir, l'any 1547. Va ser durant aquest període quan va publicar Los seys libros del delphín (Valladolid, 1538), una extensa col·lecció de música.
Vers 1548 Narváez va ser contractat com a músic de la Capella Reial, on també va ensenyar música als membres del cor. Entre els seus col·legues a la Capella, s'hi trobava el compositor per a teclat Antonio de Cabezón. Narváez i Cabezón es trobaven al servei del regent Felip, (posteriorment Felip II), i el van acompanyar en molts dels seus viatges. La darrera referència sobre Narváez prové d'un d'aquestos viatges: durant l'hivern de 1549 residia als Països Baixos.
Narváez va ser molt reputat durant la seua vida, particularment com a intèrpret de viola de mà; es diu que era capaç d'improvisar quatre parts sobre altres quatre a primera vista. El seu fill Andrés també va ser un excel·lent violista.

## Obra

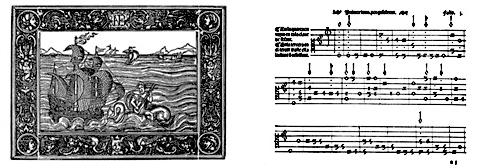
Portada i plana de música de Los seys libros del delphín

De Narváez, la música més destacada que ha sobreviscut es troba continguda en Los seys libros del delphín (Valladolid, 1538), una col·lecció en sis volums d'obres per a viola de mà. La col·lecció comença amb un prefaci, amb el qual el compositor dedica l'obra al seu mecenes Francisco de los Cobos. Segueix un breu text sobre notació (Narváez empra una versió lleugerament modificada de la tabulatura italiana per a llaüt), després l'índex i una fe d'errada.
Els dos primers volums contenent catorze fantasies polifòniques, inspirades en peces italianes de la mateixa classe. Es caracteritzen per una escriptura fluida i de gran eficàcia imitativa en dues i tres veus. De tant en tant, Narváez recorre a motius breus amb idèntiques digitacions per a la mà esquerra, probablement amb l'objectiu de reflectir les tècniques emprades en la improvisació. S'hi pot detectar la influència de Francesco da Milano, les obres del qual col·leccionava Narváez. El tercer volum de la col·lecció està dedicat exclusivament a intabulacions d'obres d'altres compositors: seleccions de misses de Josquin des Prez, la famosa cançó Mille Regretz del mateix compositor (subtitulada "La canción del Emperador", el que probablement suggereix que fos la cançó favorita de Carles V), dues cançons de Nicolas Gombert i una de Jean Richafort. La segona de les dues peces és atribuïda erròniament a Gombert, tot i que es tracta d'una composició de Jean Courtois. Les intabulacions són de molta qualitat, però sense característiques particulars que les puguen caracteritzar.
Els volums quart i següents tenen un contingut variat. Les peces més destacades són les sis "diferencias" o variacions del mateix Narváez, els exemples més antics coneguts d'aquesta forma musical. Hi ha melodies sacres (només en el volum 4) i profanes, construïdes mitjançant una àmplia gamma de tècniques. A banda de les variacions melòdiques hi ha dos conjunts d'harmonies en ostinato: Guárdame las vacas i Conde claros, ambdós en el volum sis. La resta de la música consisteix en villancets, romanços i una Baxa de contrapunto.
Amb l'excepció de dos motets, no ha sobreviscut més música de Narváez, tot i que degué compondre una gran quantitat de música vocal.

## Llista d'obres
La següent és la llista de les peces incloses en Los seys libros del delphín, segons el seu ordre original. Els numerals romans entre parèntesis no són originals i s'han emprat per conveniència.
- Volum 1
- # Fantasia (I) del primer tono por gesolreut
- # Fantasia (II) del segundo tono
- # Fantasia (III) del tercer tono
- # Fantasia (IV) del quarto tono
- # Fantasia (V) del quinto tono de consonancia
- # Fantasia (VI) del sesto tono sobre fa ut mi re
- # Fantasia (VII) del setimo tono sobre ut re mi fa mi
- # Fantasia (VIII) del octavo tono

- Volum 2: Ay en el fantasias por algunos tonos que no són tan dificultosas de tañer como las del primer libro
- # Fantasia (IX) del primer tono
- # Fantasia (X) del quarto tono
- # Fantasia (XI) del quinto tono
- # Fantasia (XII) del quinto tono
- # Fantasia (XIII) del primer tono
- # Fantasia (XIV) del primer tono

- Volum 3: Ay en el obras compuestas de Josquin y canciones Francesas de diversos autores
- # Sanctus de la misa de Ercules dux de josquin—Ossanna de la misma missa ("Sanctus" i "Osanna" de la Missa Hercules Dux Ferrariae de Josquin des Prez)
- # Sanctus de josquin de la misa de faissan regres—Ossanna de la misma missa ("Sanctus" i "Osanna" de la Missa Faisant regretz de des Prez)
- # Cum sancto spiritu de la missa de la fuga de josquin (De la Missa Sine nomine de des Prez)
- # Mille regres. La canción del Emperador del quarto tono de Jusquin (Cançó Mille Regretz de des Prez)
- # Cancion de Nicolas Gombert del quinto tono (Jamais je n'eus tant de soulas de Nicolas Gombert)
- #  Otra cancion del primer tono (no és de Gombert com diu Narváez, sinó de Jean Courtois: cançó Si par souffrir)
- # Je veulx laysser melancolie (Cançó de Jean Richafort)

- Volum 4: y en el diferencias de contrapuntos sobre el igno de nuestra Señora O gloriosa domina, y de Pange lingua y Sacris solenniis
- # O gloriosa domina (6 diferencias)
- # Sacris solenniis (5 diferencias)

- Volum 5: Ay en el romances y villancicos para tañer y cantar y contrapunctos sobre algunos villancicos
- # Ya se asienta el rey Ramiro
- # Paseavase el rey Moro
- # Si tantos halcones (3 diferencias)
- # Y la mi cinta dorada (6 diferencias)
- # La bella mal maridada
- # Con que la lavare
- # Ay arde coraçon

- Volum 6: Ay en el veynte y dos diferencias de Conde claros para discantar y siete diferencias de guardame las vacas, y una baxa de contrapunto
- # Conde claros (22 diferencias)
- # Guardame las vacas (7 diferencias)
- # Baxa de contrapunto

## Edicions
- Amb la resurrecció de l'art oblidat de la construcció i interpretació de la viola de mà en el segle xx, Emili Pujol va editar un volum sobre Narváez (1945) dins de la prestigiosa col·lecció Monumentos de la Música Española.
- Hi ha també una transcripció per a guitarra, editada per Stefan Nesyba, que conté només obres de Narváez: http://www.editionhh.co.uk/